# Luchino Visconti
Luchino Visconti di Modrone, comte de Lonate Pozzolo, (Milà, 2 de novembre de 1906 - Roma, 17 de març de 1976) fou un director de cinema i de teatre, escenògraf i escriptor italià.

## Biografia

### Família
Fill de Giuseppe Visconti (Milà, 10 de novembre de 1879 – Milà, 16 de desembre de 1941) i de Carla Erba (propietària de la coneguda societat farmacèutica Carlo Erba, morta a Cortina d'Ampezzo, Belluno, el 17 de gener de 1939). La família Visconti, que va regnar a Milà fins al segle xv, pertany a la gran aristocràcia italiana. Luchino era el quart de set fills:
- Guido, el gran (mort a la batalla d'El Alamein el 1941; va tenir una relació amorosa amb l'actriu Elsa De Giorgi),
- Anna (casada amb el príncep Caracciolo),
- Luigi (que es va casar amb Madina Arrivabene i després amb l'actriu Laura Adani),
- Luchino,
- Edoardo (pare del director Eriprando),
- Ida Pace (anomenada Nane),
- Uberta (Milà, 6 d'abril de 1918 – Roma, 30 de juliol de 2003), casada el 30 d'abril de 1940 amb el director Renzo Avanzo i, en segones núpcies, amb el compositor i director d'orquestra Franco Mannino, sovint col·laborador de Luchino.

### Joventut
Apassionat dels cavalls, Luchino Visconti es va ocupar, durant la seva joventut, d'una quadra de la seva propietat (complirà el seu servei militar com a sotsoficial de cavalleria a Pinerolo). A més a més, freqüentava activament el món de l'òpera i del teatre, que el va influenciar molt. La família Visconti tenia la seva llotja a La Scala (Giuseppe, el pare, era un dels més importants mecenes del teatre), i el saló de la seva mare era freqüentat, entre d'altres, per Arturo Toscanini; és en aquesta època que Luchino Visconti va conèixer Giacomo Puccini i Gabriele D'Annunzio.

### Començaments
La seva carrera cinematogràfica va començar el 1936, a França, on va treballar al costat de Jean Renoir (conegut gràcies a Coco Chanel) com a ajudant, per a la realització i tria dels vestits de dues de les seves obres Les bas fons i Partie de campagne. La preocupació pel realisme del gran cineasta francès el va marcar profundament. A França, va trobar refugiats italians, militants d'esquerra, i el seu contacte va fer canviar radicalment les seves conviccions polítiques. Després d'una breu estada a Hollywood, va tornar a Itàlia el 1939 a causa de la mort de la seva mare. Amb Renoir, va començar a treballar per a una adaptació cinematogràfica de Tosca, però, a causa del començament de la guerra, el director francès va ser obligat a abandonar el rodatge (va ser reemplaçat per l'alemany Karl Koch).
La trobada amb certs joves intel·lectuals i crítics, col·laboradors de la revista Cinema (fundada, ironia de la vida, per un fill de Benito Mussolini, Vittorio), va fer germinar en el seu esperit el concepte d'un cinema que explicaria de manera realista la vida i els drames quotidians del poble, concepte en ruptura amb les cursileries brillants i edulcorades de les comèdies del cinema dei telefoni bianchi (literalment 'cinema dels telèfons blancs'). En aquesta època va trobar Roberto Rossellini i, probablement, Federico Fellini. Visconti va projectar de realitzar l'adaptació del Grand Meaulnes d'Alain-Fournier i la de Malavoglia de Giovanni Verga, però aquests projectes es van avortar.

### Obsessió
Partint d'aquesta idea, va signar el 1942, amb Giuseppe De Santis, Gianni Puccini, Antonio Pietrangeli, Mario Serandrei i Rosario Assunto, la seva primera pel·lícula, una de les obres majors del neorealisme: Obsessió (Ossessione), inspirada en la cèlebre novel·la The Postman always rings twice ('El carter truca sempre dues vegades') de James Cain, amb, com a actors principals, la sulfurosa Clara Calamai (va reemplaçar en l'últim moment Anna Magnani, de manera inicial destinada al paper tèrbol de Giovanna) i Massimo Girotti en el paper del mecànic Gino.
Un segon projecte, una adaptació de L'Amante di Gramigna de Giovanni Verga, no va poder ser portat a terme, en intensificar-se la Segona Guerra Mundial. Capturat i empresonat, Visconti va escapar de l'escamot d'execució gràcies a la intervenció de l'actriu Maria Denis (que explica aquesta experiència en la seva autobiografia Il Gioco della verità ('El joc de la veritat'). Al final del conflicte, Visconti va participar al costat de Mario Serandrei en la realització del documental Giorni di glòria ('Dies de glòria'), consagrada durant la Resistència i l'alliberament.
Paral·lelament, va muntar creacions teatrals (la companyia formada amb Paolo Stoppa i Rina Morelli va ser llegendària, i Vittorio Gassman s'hi va afegir), així com escenificacions líriques, el seu somni d'una vida. Va dirigir Maria Callas, el 1955, a La Sonnambula ('La somnàmbula') de Vincenzo Bellini, i La Traviata de Giuseppe Verdi.

### La terra tremola
El 1948, es va posar darrere de la càmera per dirigir La terra tremola, una pel·lícula polèmica en la qual denunciava obertament les condicions socials de les classes més desafavorides. Era una adaptació de la novel·la I Malavoglia de Giovanni Verga, de factura quasi documental, d'imatges esplèndides, però de comprensió difícil a conseqüència de la utilització del més pur dialecte sicilià (precisament el dels pescadors d'Aci Trezza, a prop de Catània). La pel·lícula no va rebre els favors del públic ni en la seva estrena, ni dos anys més tard, el 1950, quan va sortir una segona versió doblada en italià.
En tota la història del cinema peninsular, només quatre pel·lícules van ser completament rodades en dialecte i van ser subtitulades en italià: La terra tremola va ser la primera; les altres L'Albero degli zoccoli (1978) d'Ermanno Olmi, en dialecte de Bèrgam, Giro di lluna tra va enterrar e bassa (1997) de Giuseppe Gaudino, en dialecte de la Campània amb citacions llatines, i finalment, LaCapaGira (2001) d'Alessandro Piva, en dialecte pullià.

### Bellíssima
Més captivant per al públic va ser la seva tercera obra, Bellíssima (1951), escrita per Cesare Zavattini, una anàlisi sense concessions dels bastidors del món brillant del cinema, amb una de les actrius símbols del neorealisme italià, Anna Magnani, al costat de Walter Chiari; hi van participar igualment el director Alessandro Blasetti, responsable dels càstings, i el presentador Corrado, en el seu propi paper.
Visconti va realitzar l'any següent l'episodi Anna Magnani de la pel·lícula Siamo donne, tret d'una altra idea de Zavattini, la d'ensenyar episodis de la vida privada de quatre actrius cèlebres (a més a més de la Magnani, trobem Alida Valli, Ingrid Bergman i Isa Miranda), seguits de càstings d'un concurs de cerca de noves cares femenines per a llençar en el cinema.

### Senso
El 1954, va realitzar la seva primera pel·lícula en color, Senso (lliurement treta d'un relat de Camillo Boito), que va suposar un gir en la seva carrera, i que molts crítics van interpretar com una traïció al neorealisme.
Gran fresc històric rellegit de manera crítica en el context de l'anàlisi d'un drama privat, amb extrema cura en els detalls de la decoració i la posada en escena (cura per la qual Visconti va ser reconegut unànimement com un mestre; només Franco Zeffirelli, el seu amant i alumne declarat, el va seguir en aquesta via), Senso va inaugurar una sèrie de pel·lícules complexes i fascinants, impregnades de violència i de tensions, sempre discutides pel públic i per la crítica; la decadència humana, moral i física esdevé un leitmotiv que el va acompanyar fins al final de la seva carrera.
En Senso, en el temps de la Itàlia del Risorgimento que enfronta Àustria que ocupa el Vèneto, i de la derrota de Custoza, una noble veneciana (Alida Valli), s'enamora bojament d'un oficial de l'exèrcit austríac (Farley Granger), que no pensa més que a escapar-se de l'exèrcit gràcies als diners que la seva noble amant li podria procurar, i ho farà lliurant-li el tresor de guerra dels patriotes italians; descobrint-se mofada, denunciarà el seu amant desertor i el farà condemnar a l'escamot d'execució, abans de perdre la raó. La pel·lícula de Visconti va ser l'objecte d'importants polèmiques en la Mostra de Venècia, i en una tumultuosa vesprada d'adjudicació dels premis, va ser completament ignorada per la crítica, que va preferir atribuir el Lleó d'Or a Renato Castellani amb Giulietta e Romeo. La pel·lícula és important per haver popularitzat la Setena simfonia de Bruckner, utilitzada per Visconti en la banda sonora, tal com ho farà, més tard, amb l'Adagietto de la Cinquena de Mahler en Morte a Venezia.

### Le notti bianche
El 1957, Luchino Visconti va guanyar el Lleó d'Argent gràcies a Le notti bianche ('Les nits blanques'), tendra i delicada història d'amor inspirada en la novel·la de Dostoievski, interpretada per Marcello Mastroianni, Maria Schell i Jean Marais (amb la participació especial de Clara Calamai), pel·lícula fotografiada en blanc i negre en una atmosfera de plom i de calitja, en un port inspirat en el Livorno, integralment reconstituït en Cinecittà.

### Rocco e i suoi fratelli
El 1960, va rebre el Premi especial del jurat de la Mostra de Venècia per Rocco e i suoi fratelli, odissea d'una família meridional emigrant a Milà per buscar-hi treball, pel·lícula tractada com una tragèdia grega, però inspirada en Els Germans Karamazov de Dostoievski. La pel·lícula va ser escandalosa a causa d'algunes escenes extremadament fortes i violentes per a l'època, fins al punt que la censura va aconsellar als operadors de projecció posar la seva mà sobre l'objectiu durant les escenes incriminades. El guió és de Vasco Pratolini, Suso Cecchi D'Amico, Pasquale Festa Campanile, Massimo Franciosa, Enrico Medioli i Luchino Visconti.
L'any següent, el 1961, va realitzar l'episodi Il lavoro ('El treball') de la pel·lícula Boccacio 70 en què van participar Vittorio de Sica, Federico Fellini i Mario Monicelli. Visconti hi atacava directament la comissió de censura que havia maltractat la seva pel·lícula precedent.

### Il gattopardo
El 1962, va posar finalment d'acord crítica i públic amb el seu èxit més gran, Il gattopardo ('El guepard'), de la novel·la homònima de Giuseppe Tomasi di Lampedusa, i va rebre la Palma d'Or al Festival de Canes. El guió era de Suso Cecchi D'Amico, Pasquale Festa Campanile, Massimo Franciosa, Enrico Medioli i Luchino Visconti. Interpretat per un repartiment enlluernador (Burt Lancaster, Claudia Cardinale, Alain Delon…), situat en l'època del desembarcament dels partidaris de Garibaldi a Sicília, la pel·lícula relata les vicissituds del príncep Fabrizio Corbera di Salina (Burt Lancaster), gran terratinent obligat a acceptar la unió entre l'aristocràcia decadent i la nova burgesia, unió que arriba al paroxisme en la cèlebre escena final del ball, que ocupa l'última mitja hora de la pel·lícula, escena considerada unànimement com el punt màxim de l'art viscontià. Alberto Moravia va exclamar després d'haver vist la pel·lícula: «És la pel·lícula de Visconti més pura, la més equilibrada i exacta».
La pel·lícula va ser distribuïda als EUA i a Anglaterra per la Twentieth Century Fox, però hi realitzaren importants talls.

### Període de transició
El 1965 va fer la pel·lícula Vaghe stelle dell'Orsa, història d'un incest, amb el títol inspirat per Giacomo Leopardi, i interpretat per Claudia Cardinale, seguit de Les bruixes, un episodi del col·lectiu Le Streghe (1966), i a continuació la que va ser probablement la seva pel·lícula més discutible i menys encertada L'estranger (1967), inspirada en el llibre homònim d'Albert Camus, i en la qual dirigia de nou Marcello Mastroianni.

### La tetralogia
Al final dels anys seixanta, Visconti va elaborar el projecte d'una tetralogia alemanya inspirant-se en les temàtiques mitològiques, decadents, de Wagner i Thomas Mann. Va realitzar tres de les quatre pel·lícules previstes.
- La primera va ser La Caduta degli Dei (1969), història de l'ascensió i de la caiguda dels membres d'una família propietària de les més importants fàbriques d'acer alemanyes durant la pujada del nazisme. Aquesta pel·lícula marcava la primera aparició a la pantalla d'Helmut Berger, egèria i últim amant de Visconti.
- La segona va ser Morte a Venezia (1971), tret de la novel·la homònima de Thomas Mann, fresc sublim que explora el tema ineluctable de la vellesa i de la mort, associat a la cerca de la bellesa ideal i inaccessible.
- La tercera i última part va ser Ludwig, en què Helmut Berger va interpretar el paper del jove rei de Baviera, una de les pel·lícules més llargues de la història del cinema (d'una duració de prop de cinc hores en la seva versió original, exactament de 4 h i 42 minuts; totes les altres versions són incompletes); la pel·lícula conta la història de l'últim rei de Baviera, Lluís II, la lenta decadència del jove monarca idealista, visionari, que preferia el somieig, l'art, la bellesa, l'amistat i l'amor a les càrregues del poder, que molts dels que estimava el van trair, que el seu poble va trair igualment, i que va acabar sent internat; es va ofegar, així com el seu metge, al llac de Starnberg, en circumstàncies misterioses.
- La tetralogia s'hauria hagut d'acabar amb una nova adaptació cinematogràfica de l'obra de Thomas Mann, La muntanya màgica. Desgraciadament, durant el rodatge de Ludwig, va ser atès d'un accident vascular cerebral que el va deixar mig paralitzat.

### El testament
Malgrat la seva penosa condició física, va aconseguir rodar les seves dues últimes pel·lícules, en què els temes de la decadència i de la solitud es tornen cada vegada més acusats. Es tracta de Confidències, a la vegada inspirada per Mario Praz, Roberto Bazlen i obertament autobiogràfica, interpretada per Burt Lancaster i Helmut Berger, actors que retroba aquí. Aquesta pel·lícula és seguida del crepuscular L'innocent, lliurement inspirada en la novel·la de Gabriele d'Annunzio, interpretat per Giancarlo Giannini i Laura Antonelli.
Luchino Visconti va morir a la primavera del 1976, d'una trombosi, poc després d'haver visionat amb els seus propers col·laboradors la pel·lícula en un primer muntatge, i del qual no estava satisfet. La pel·lícula va ser presentada al públic en aquesta versió, a part d'alguns retocs aportats pel seu col·laborador a l'escenificació, Suso Cecchi d'Amico, que es basava en les indicacions deixades pel director en el transcurs d'una discussió de treball. Rina Morelli, actriu que Visconti considerava molt i amb la qual havia compartit les grans temporades teatrals de la immediata postguerra, va morir poc després d'ell.
Li ha estat dedicat un museu a Ischia.

## Filmografia

### Director i guionista

#### Llargmetratges
- 1943: Obsessió
- 1948: La terra tremola
- 1951: Bellíssima
- 1954: Senso
- 1957: Le notti bianche
- 1960: Rocco e i suoi fratelli
- 1963: Il gattopardo
- 1965: Sandra (Vaghe stelle dell'Orsa)
- 1967: Lo straniero
- 1969: La caduta degli dei
- 1971: Morte a Venezia
- 1973: Ludwig
- 1974: Confidències
- 1976: L'innocent

#### Curtmetratges
- 1953: Anna Magnani, episodi de la pel·lícula Siamo donne
- 1962: Il lavoro, episodi de la pel·lícula Boccaccio '70
- 1967: La strega bruciata viva, episodi de la pel·lícula Les bruixes

### Documentals
- 1945: Giorni di gloria
- 1951: Appunti su un fatto di cronaca
- 1970: Alla ricerca di Tadzio

## Òperes
- 1954: La Vestale de Gaspare Spontini, amb Maria Callas
- 1955: La sonnambula de Vincenzo Bellini, amb Maria Callas
- 1955: La Traviata de Giuseppe Verdi, amb Maria Callas
- 1966: "Der Rosenkavalier" al Covent Garden, direcció musical Georg Solti

## Teatre
- 1945: Parenti terribili de Jean Cocteau, amb Gino Cervi
- 1945: Cinquena Columna d'Ernest Hemingway
- 1945: La màquina d'escriure de Jean Cocteau, amb Vittorio Gassman
- 1945: Antigona de Jean Anouilh
- 1945: A porta tancada de Jean-Paul Sartre
- 1945: Adam de Marcel Achard, amb Vittorio Gassman
- 1945: La ruta del tabac de John Kirkland, una adaptació de la novel·la del mateix nom d'Erskine Caldwell, amb Vittorio Gassman
- 1946: El casament de Figaro de Beaumarchais, amb Vittorio De Sica
- 1946: Crim i càstig de Gaston Baty de Fiódor Dostoievski, amb Franco Zeffirelli
- 1946: Zoo di vetro de Tennessee Williams
- 1947: Euridice de Jean Anouilh
- 1948: Com us sembli de Shakespeare, vestuari de Salvador Dalí, amb Vittorio Gassman
- 1949: Un tramvia anomenat Desig de Tennessee Williams, amb Vittorio Gassman i Marcello Mastroianni
- 1949: Orestes de Vittorio Alfieri, amb Vittorio Gassman i Marcello Mastroianni
- 1949: Tròilus i Créssida de Shakespeare, amb Vittorio Gassman i Marcello Mastroianni
- 1951: Mort d'un commis voyageur d'Arthur Miller, amb Marcello Mastroianni
- 1951: Un tramvia anomenat Desig de Tennessee Williams, amb Marcello Mastroianni
- 1951: El seductor de Diego Fabbri
- 1952: La Locandiera de Carlo Goldoni, amb Marcello Mastroianni, La Fenice Venise
- 1952: Les tres germanes d'Anton Txékhov, amb Marcello Mastroianni
- 1953: Medea d'Eurípides
- 1954: Com les fulles de Giuseppe Giacosa
- 1955: Les bruixes de Salem d'Arthur Miller, amb Laura Betti
- 1955: L'oncle Vània d'Anton Tchèkhov, amb Marcello Mastroianni
- 1957: Senyoreta d'August Strindberg
- 1957: L'empresari d'Esmirna de Carlo Goldoni
- 1958: Vista del pont d'Arthur Miller
- 1958: Imatges i temps d'Eleonora Duse, amb Vittorio Gassman
- 1958: Dos en el balancí de William Gibson, amb Annie Girardot, Jean Marais, Théâtre des Ambassadeurs Paris
- 1958: Els nois de la senyora Gibbons (Mrs. Gibbons' Boys), de Joseph Stein i Will Glickman
- 1959: Fills d'art de Diego Fabbri
- 1960: L'Arialda de Giovanni Testori, amb Umberto Orsini
- 1961: Llàstima que sigui una puta de John Ford, amb Alain Delon, Romy Schneider, Silvia Monfort, Teatre de París
- 1963: El tretzè arbre d'André Gide
- 1965: Després de la caiguda d'Arthur Miller, amb Annie Girardot, Michel Auclair
- 1965: L'hort dels cirerers d'Anton Txékhov, amb Ottavia Piccolo
- 1967: Egmont de Goethe
- 1969: La inserció de Natalia Ginzburg, amb Mariangela Melato
- 1973: Era ahir de Harold Pinter, amb Umberto Orsini, Adriana Asti, Valentina Cortese

## Premis i nominacions

### Premis
- 1971 Festival Internacional de Cinema de Canes Premi 25 aniversari per Morte a Venezia
- 1963 Palma d'Or per Il gattopardo
- 1971 Premi David di Donatello pel millor director per Morte a Venezia (1971)
- 1973 Premi David di Donatello pel millor director per Ludwig (1972)
- 1960 Festival Internacional de Cinema de Venècia Lleó d'Argent per Rocco e i suoi fratelli (1960)
- 1967 Festival Internacional de Cinema de Venècia Lleó d'Or per Vaghe stelle dell'Orsa... (1965)
- 1967 Festival Internacional de Cinema de Venècia Lleó d'Argent per Le notti bianche (1957)

### Nominacions
- 1970 Oscar al millor guió adaptat per La caduta degli dei (1969) per Nicola Badalucco i Enrico Medioli
- 1963 Palma d'Or per Morte a Venezia (1971)
- 1972 BAFTA a la millor direcció per Morte a Venezia (1971)
- 1948 Festival Internacional de Cinema de Venècia Lleó d'Or per La terra trema (1954)
- 1954 Festival Internacional de Cinema de Venècia Lleó d'Or per Senso (1954)
- 1967 Festival Internacional de Cinema de Venècia Lleó d'Or per Le notti bianche (1957)
- 1967 Festival Internacional de Cinema de Venècia Lleó d'Or per L'estranger (1967)